# Yōrō (era)

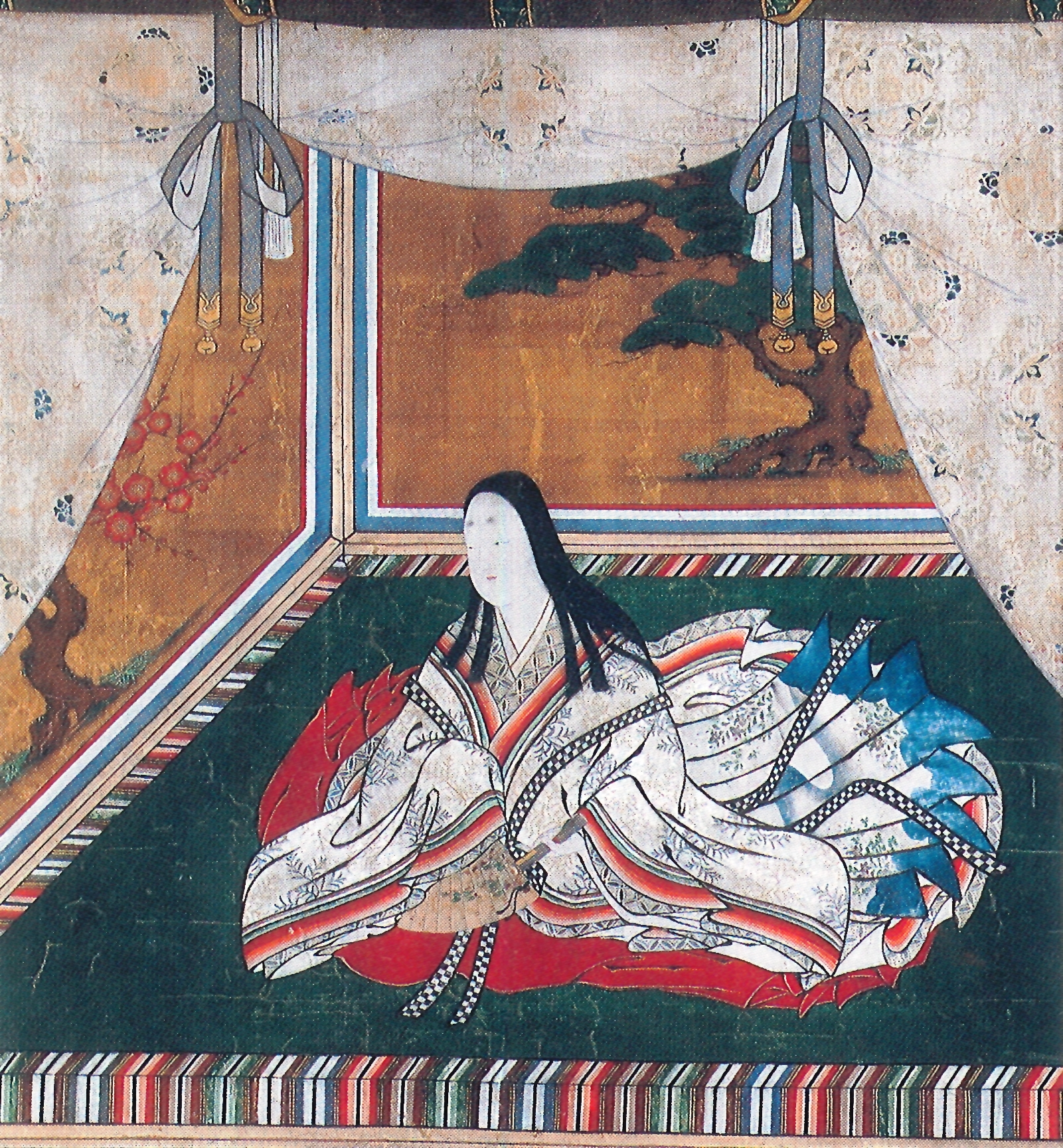
Stampa dell'imperatrice Genshō, regnante nel periodo Yōrō

Yōrō (養老?) è il nome dell'era giapponese ("nome dell'anno" (年号?, nengō), successiva all'era Reiki e precedente all'era Jinki. Si riferisce al periodo che va da novembre del 717 a febbraio del 724. Regnante era l'imperatrice Genshō (元正天皇?, Genshō Tennō).

## Cambio di era
- 717. Yōrō gannen (養老元年): la precedente era finisce il 3º anno di Reiki, il 17º giorno dell'11º mese del 717.[5]
- 724. La successiva era Jinko inizia alla fine dell'8º anno di Yōrō, nel febbraio del 724.

## Eventi dell'era Yōrō
- 717 (Yōrō 1, 3º mese): Il ministro della Destra (右大臣?, udaijin) Isonokami no Maro muore all'età di 78 anni.[6]
- 717 (Yōrō 1, 9º mese): L'imperatrice Genshō viaggia attraverso la provincia di Ōmi dove viene accolta dai signori di San'indō, San'yōdō e di Nankaidō e intrattenuta con canti e balli. Da lì, si sposta verso la provincia di Mino dove i signori di Tōkaidō, Tōsandō e Hokurikudō le porgono simili onori.[7]
- 718 (Yōrō 2): Vengono istituite la provincia di Noto e la provincia di Awa.
- 718 (Yōrō 2): Viene compilato sotto la direzione del ministro Fujiwara no Fuhito il Codice Yōrō (養老律令, Yōrō-ritsuryō), una revisione del Codice Taihō.[8]
- 721 (Yōrō 5, 5º mese ): Il Nihon Shoki appena completato in 30 volumi viene offerto all'imperatrice.[9]
- 721 (Yōrō 5, 5º mese ): L'udaijin Fujiwara no Fuhito muore all'età di 62 anni.[10]
- 721 (Yōrō 5, 5º mese ): L'ex imperatrice Genmei, che nel 715 aveva abdicato in favore di Genshō, muore all'età di 61 anni.[10]
- 724 (Yōrō 8): L'imperatrice Gensho abdica a favore del nipote, l'imperatore Shomu.